# Vodni stolp, Muta
Vodni stolp v Muti je manjši vodni stolp, zgrajen leta 1927 za izboljšanje oskrbe z vodo v Zgornji Muti na Koroškem. Okrogel trietažni stolp z večvogalnim pritličjem pokriva plitva šestkapna streha, ki se zaključi s stolpičem.
Stolp je bil prenovljen že leta 1931, na slavnostni otvoritvi ga je odprl pisatelj Prežihov Voranc. Z izboljševanjem vodovodnega omrežja je sčasoma izgubil na pomenu, zato zdaj ne služi več prvotnemu namenu.